# Palisády

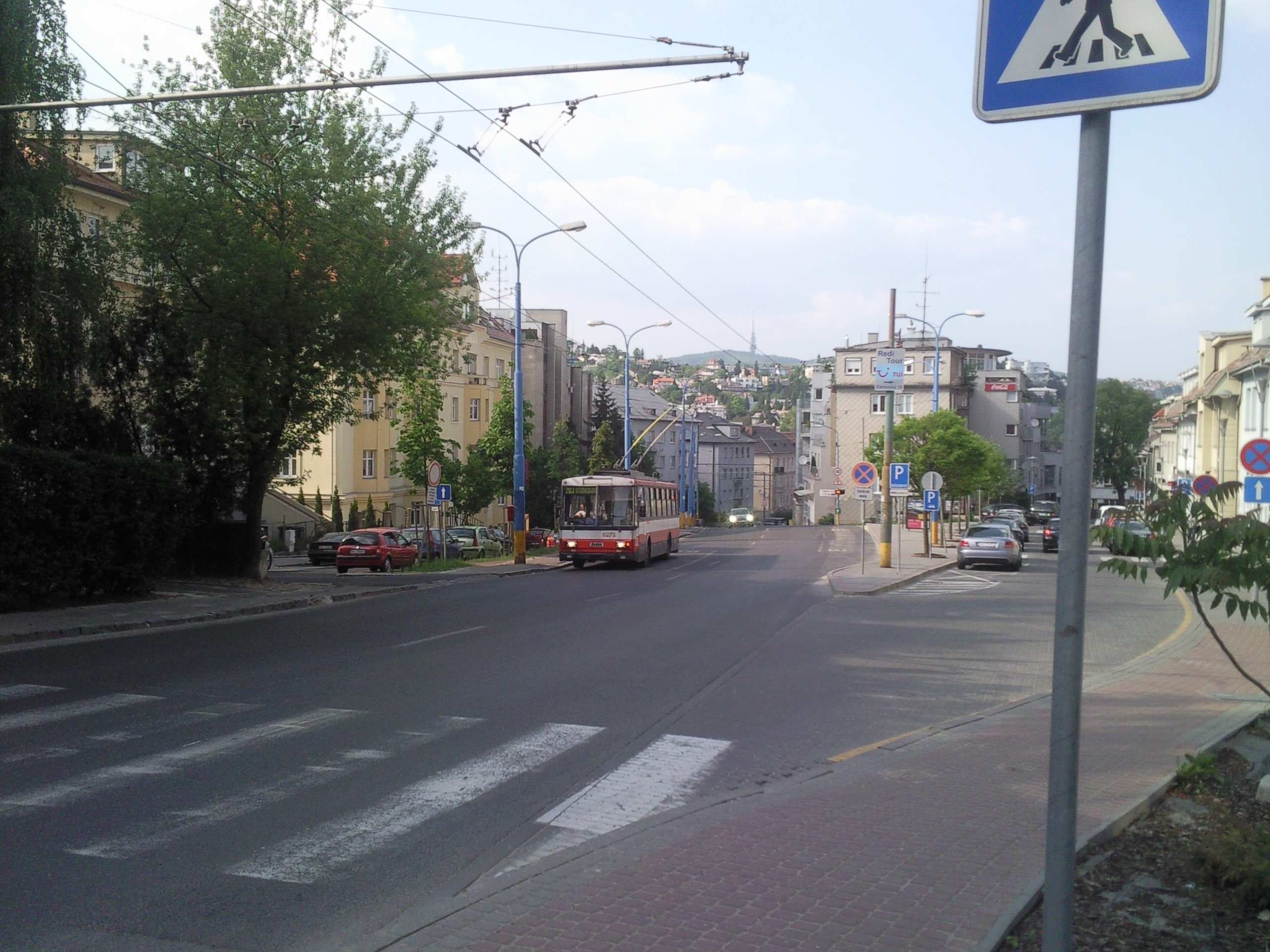
Ulica Palisády

Palisády – główna ulica na Starym Mieście w Bratysławie łącząca Hodžovo námestie i Zamek Bratysławski. Ulica jest obsługiwana przez trolejbusową komunikację publiczną.